# کشتی لوچو

کشتی‌گیر سواد کوهی

کشتی لوچو از ورزش‌های بومی مازندران است که می‌توان آن را مادر کشتی آزاد آن منطقه دانست. این مسابقات هر ساله در عید فطر برگزار می‌گردد.

## تاریخچه
کشتی لوچو از ورزش‌های پهلوانی و سنتی مازندران می‌باشد. همه ساله، مردم زیادی همزمان با ۲۶ عیدماه تبری (۲۸ تیرماه خورشیدی) در آیینی که به جشن مردگان معروف است، با تهیهٔ انواع غذا و خوراکی‌های محلّی، در مزار اهل قبور به شادمانی و سرور می‌پردازند. در حین برگزاری این جشن، مسابقات کشتی سنتّی لوچو هم برای شناسایی پهلوان‌ترین فرد منطقه، اجرا می‌شود.
برگزارکنندگان مسابقه بیشتر پیشکسوتان و پهلوانان قدیمی‌اند که زمان و مکان مسابقه را تعیین و پهلوانان را دعوت می‌کنند.
واژهٔ لوچو به‌معنای لبهٔ چوب است که از دو کلمهٔ لو یعنی لبه و چو یعنی چوب تشکیل می‌شود، که معمولاً آن را در زمین کاشته، جایزهٔ مسابقه را روی آن می‌انداختند یا می‌بستند. پهلوانی که برنده می‌شد، در پایان مسابقه جایزه را برمی‌داشت و چوب را به دوش می‌کشید.
در گذشته، پهلوان حرمت و شخصیت خاصّی داشت. اگر کسی از حریفی شکست می‌خورد، به مدّت یک سال حقّ کشتی گرفتن با او را نداشت و به اصطلاح پهلوان، پهلوان می‌ماند. امّا در حال حاضر این مسابقات به‌صورت دوره‌ای برگزار می‌شود و حریفان، هر هفته چندبار به مصاف هم می‌روند.
امروزه لوچو را در قالب زمان گنجانده‌اند و اگر حریفان در این زمان معیّن مساوی شوند، با قرعه‌کشی برنده را انتخاب می‌کنند! امّا در گذشته پهلوان کسی بود که حتّی چندین ساعت مداوم کشتی می‌گرفت تا برنده از زمین بیرون بیاید، وگرنه کشتی را تمام نمی‌کرد. ضمناً اگر پهلوانی همهٔ حریفانی را زمین می‌زد و در حال لباس پوشیدن بود، باید به حریف‌طلبی کشتی‌گیر تازه از راه رسیده پاسخ می‌داد و با او کشتی می‌گرفت. حتی اگر پهلوان لوچو را می‌گرفت و به سمت محلّ خود در حال حرکت بود و در طول راه به حریفی برخورد می‌کرد، همان‌جا لوچو را می‌کاشت و با آن حریف کشتی می‌گرفت.

## لباس
لباس سنّتی لوچو از بند و شلوار مخصوص تشکیل و گاهی با کیسه‌های ضخیم دوخته می‌شد که اصطلاحاً به شلوار چاقاً و کرباس معروف بود و وقتی پهلوان بند آن را محکم می‌گرفت، پاره نمی‌شد و پهلوان از این طریق قدرتش را به نمایش می‌گذاشت.

## جوایز
عمدتاً جوایزی که برای پهلوان در نظر گرفته می‌شد، پارچه‌های دست‌بافت بومی، پشتی و حتی دکمه بود که امروز به گاو، گوسفند و خلعت تغییر یافته است.

## قهرمانان
- امامعلی حبیبی[۲][۳][۴]
- عبدالله موحد[۳][۴]
- رمضان خدر[۳][۴]
- حاج عیسی رمضانی، دارای ۵ بازوبند طلای پهلوانی استان مازندران و ۲ مدال طلای مسابقات کشتی پیشکسوتان جهان، نائب پهلوان کشتی پهلوانی کشور در سال  ۱۳۵۸ و دارای بیش از ۳۰۰ عنوان پهلوانی کشتی لوچو در مازندران

- مصطفی رمضانی، پهلوان کشور در سال ۶۳ و قهرمان ۴ دورهٔ کشتی پیشکسوتان جهان[۲]
- حاج ایرج زارع، دارای ۲ بازوبند طلای پهلوانی استان مازندران و نائب پهلوان کشتی پهلوانی کشور
- حاج قاسم غلامی اسمعیل‌کلایی جویباری، دارای ۱۵۰ کشتی سرپهلوانی و پهلوانی کشتی لوچو از سال ۱۳۴۳ هجری شمسی و بیشترین داوری این کشتی در سطح استان مازندران[۵]